# Iaktoriv, Zolociv
Iaktoriv (în ucraineană Якторів) este un sat în comuna Slovita din raionul Zolociv, regiunea Liov, Ucraina.

## Demografie
Componența lingvistică a localității Iaktoriv
     Ucraineană (99,77%)
     Alte limbi (0,23%)
Conform recensământului din 2001, majoritatea populației localității Iaktoriv era vorbitoare de ucraineană (99,77%), existând în minoritate și vorbitori de alte limbi.